# اثرها و پیامدهای خودرو در ایران
خودرو در ایران دارای نقش‌های برجسته اجتماعی، فرهنگی و اقتصادی بوده‌است.
بر پایه آماری در سال ۱۴۰۱، ۵۰ درصد از مردم ایران خودرو ندارند و ۳۵ درصد دارای یک خودرو بوده یا هستند. ۱۱ درصد دارای دو خودرو و ۳ درصد نیز سه خودرو داشته‌اند. بر پایه همین آمار، ۱ درصد مردم نیز دارای بیشتر از ۳ خودرو هستند.
بر پایه آمار ۱۴۰۲، صنعت خودروسازی ایران با دارا بودن سهم ۱۸ درصدی از ارزش افزوده کل بخش صنعت ایران و سهم نزدیک ۵.۳ درصد از تولید ناخالص داخلی ایران، یکی از مهمترین بخش‌های اقتصاد و صنعت این کشور است. با این حال، اثرگیری این صنعت از تحریم‌ها، باعث رشد پایین آن در این کشور بوده‌است. با این حال، همچنان به‌عنوان بازویی اصلی برای اقتصاد این کشور، دانسته می‌شود. قیمت‌گذاری دستوری نیز از چالش‌های خودروسازان ایرانی است.

## پیامدهای اقتصادی

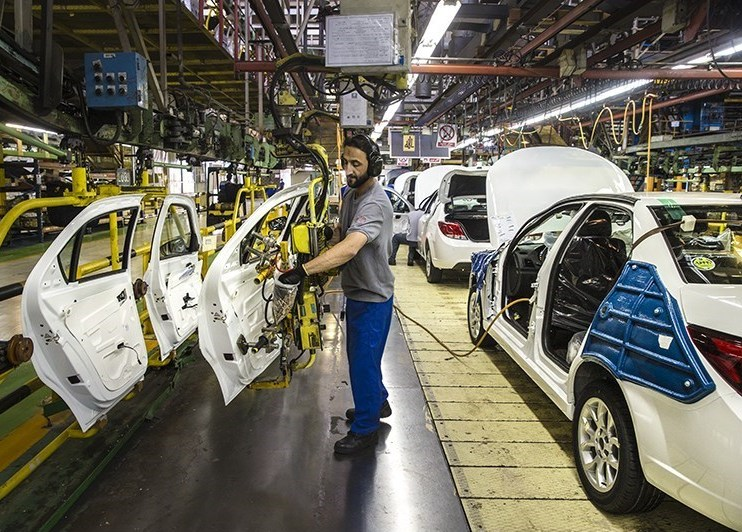
خط مونتاژ شرکت خودروسازی ایران‌خودرو، بزرگ‌ترین شرکت خودروسازی در خاورمیانه

صنعت خودروسازی ایران پس از صنعت نفت، بزرگ‌ترین صنعت در ایران است.
اگرچه خودروسازی از مهمترین بخش‌های اقتصاد و صنعت ایران است اما برای صادرات محدودیت‌هایی دارد. یک کارشناس در این باره گفته‌است: خودروهای دارای پلتفرم‌های قدیمی ایران، تنها می‌توانند برای صادر شدن به کشورهای منطقه خاورمیانه چون عراق امیدوار باشند.

## اثرها بر دانش و فناوری
در ایران رویدادهای فناورانه خودرویی برگزار شده‌است. در مهر ۱۴۰۱، ۳۰ شرکت‌ وابسته به این زمینه، غرفه‌هایی برای نمایش توانمندی‌های خود در یک رویداد، گرفتند.